# Heistelling

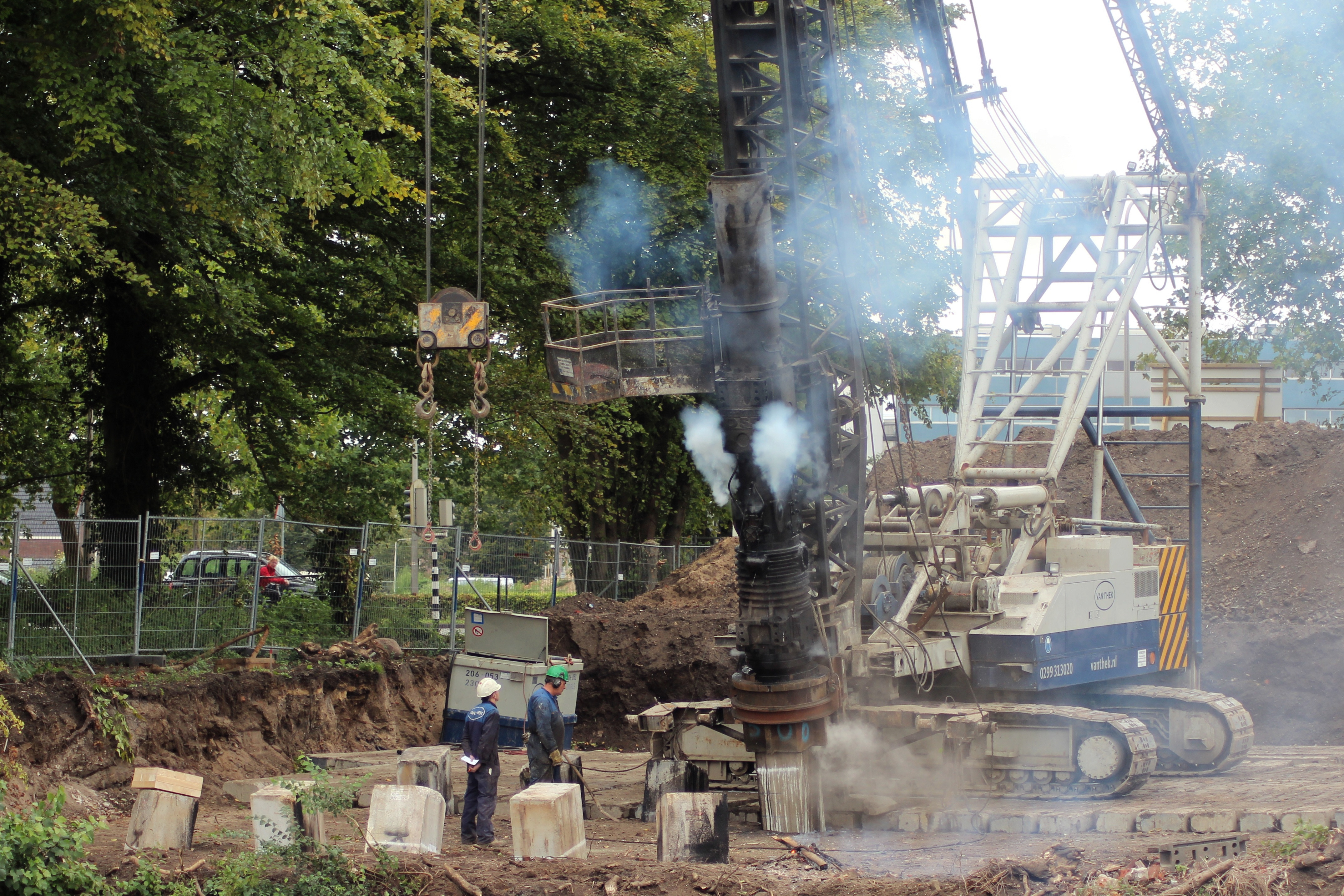
Heistelling in werking. Merk op dat de palen niet recht in de grond worden geslagen, maar in een V-vormig patroon om de krachten beter te verdelen.

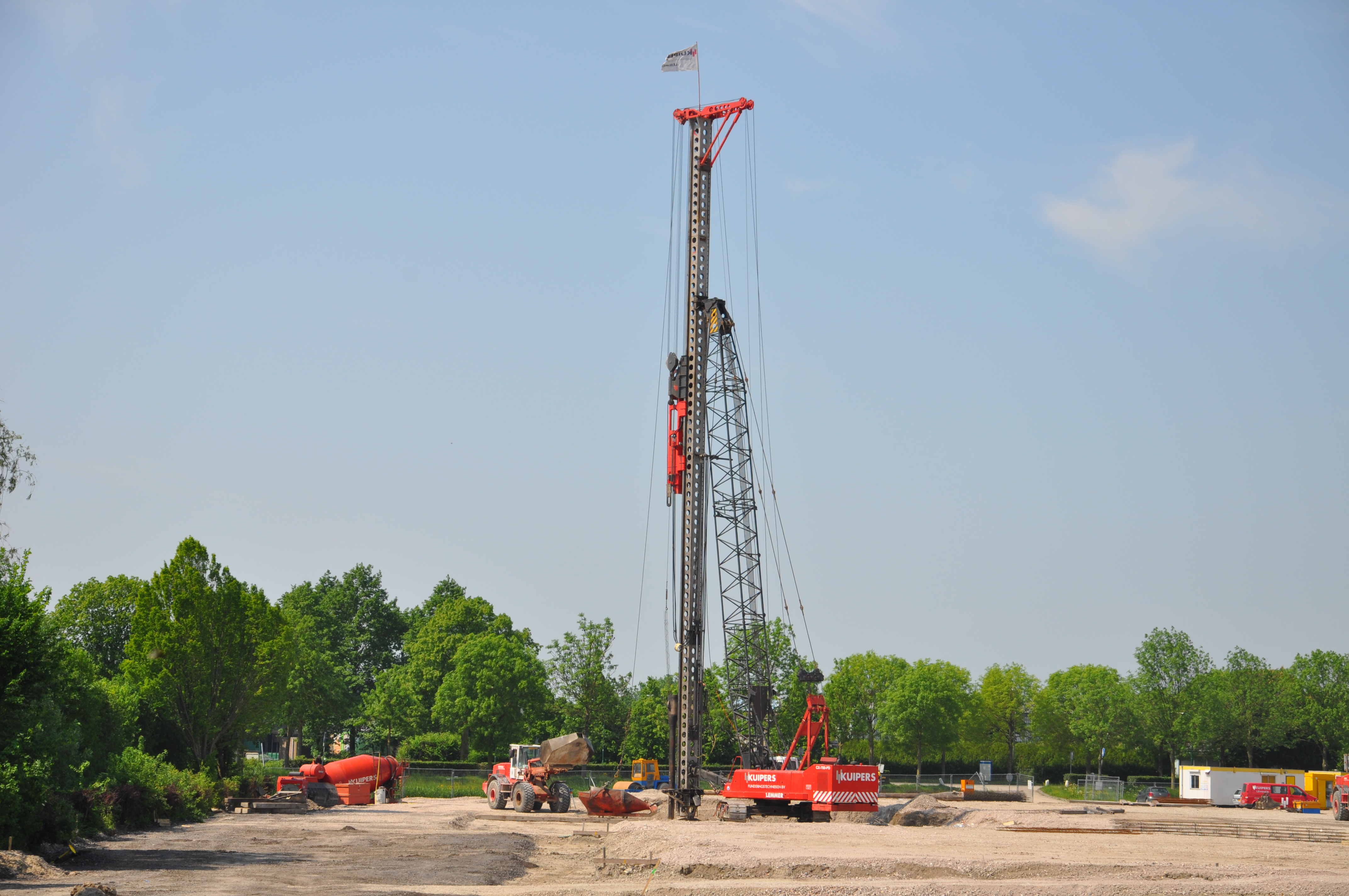
Heistelling

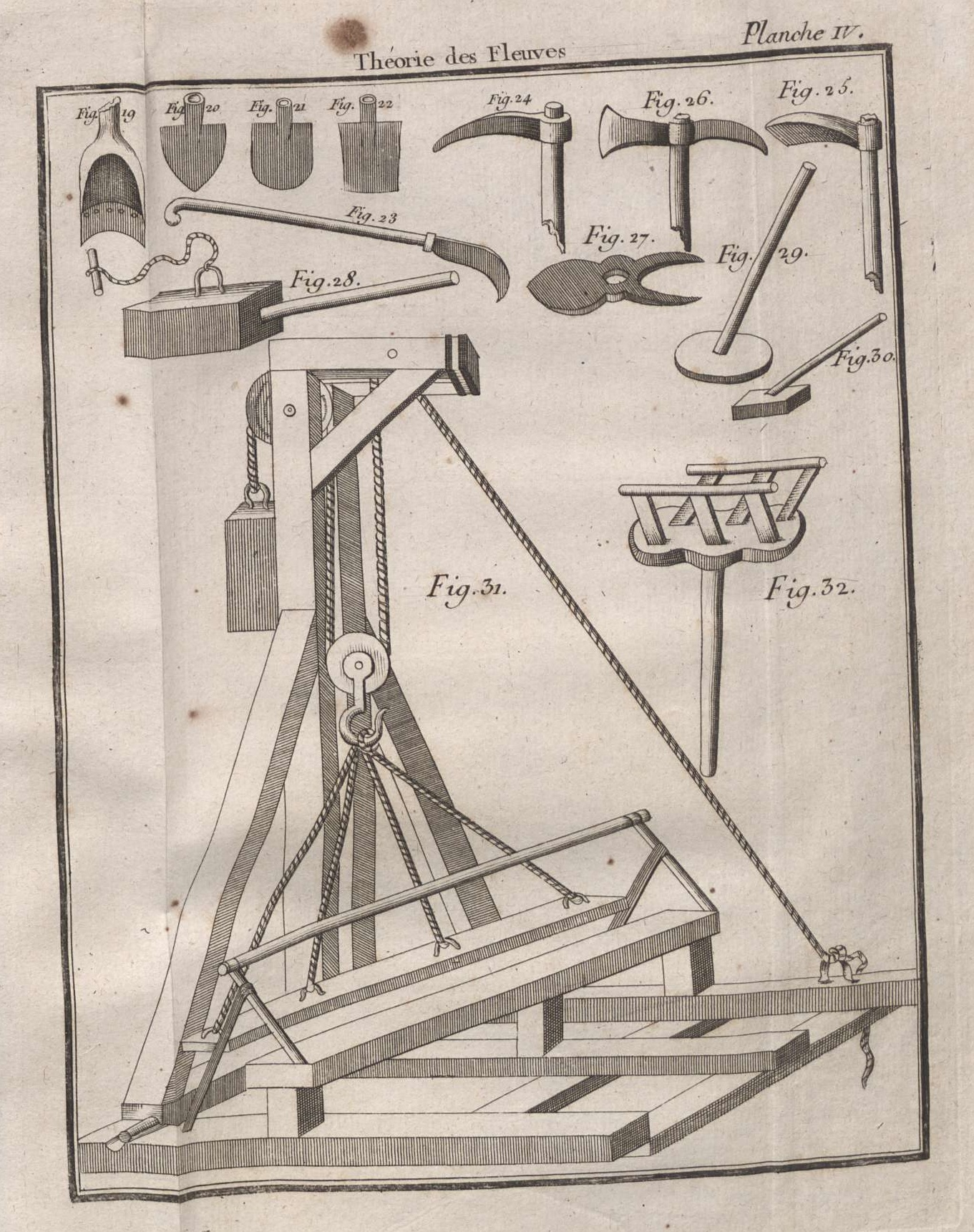
Abhandlung vom Wasserbau an Strömen, 1769

Een heistelling, heiblok of heihamer is een apparaat dat heipalen de grond in kan slaan voor een paalfundering. Het proces wordt heien genoemd.

## Werking
Een heipaal wordt de grond ingedreven door een zwaar heiblok boven op de paal te laten slaan. Dit kan op verschillende manieren:
- zwaartekracht: het heiblok wordt met een lier opgehesen langs een geleiding, en valt daarna in vrije val naar de paalkop.
- een heiblok, aangedreven door stoom (verouderd)
- een door perslucht aangedreven heiblok[1][2][3]
- een heiblok met een cilinderruimte, waarin dieselolie tot explosie wordt gebracht
- een hydraulisch aangedreven heiblok

Het heien wordt in een vast ritme herhaald, totdat de voet van de heipaal de vooraf bepaalde diepte heeft bereikt.

## Heipalen
Heipalen worden gebruikt wanneer de bodem onvoldoende vast is om een gebouw op te kunnen funderen zonder gevaar voor verzakking. De heipalen worden daarvoor tot een draagkrachtige laag (vaak de steenachtige zandlaag die in het pleistoceen is ontstaan) in de grond geslagen, waar ze op staan en zo het gebouw dragen, als de poten van een tafel. Men kan ook stabiliteit bereiken dankzij de wrijving die de palen uitoefenen tegen de bodem zonder dat de voet van de paal contact hoeft te maken met een draagkrachtige laag.